# Rauda Jamis
Rauda Jamis est une femme de lettre mexicaine.

## Biographie
Elle est née en 1955 à Paris, qu'elle a aussitôt quitté pour passer son enfance entre Cuba et l'Italie avant d'arriver en France. Elle est la fille unique de l'artiste-peintre et poète cubain Fayad Jamis et de l'écrivain et poétesse cubano-canarienne Nivaria Tejera. Elle est considérée comme un écrivain français d'origine cubaine et mexicaine. Auteur de romans, de biographies romancées, elle fut notamment la première à faire découvrir Frida Kahlo en France et est désormais considérée une référence pour parler de l'œuvre et de la vie de l'artiste mexicaine. Elle est régulièrement  invitée pour s'exprimer au sujet de Frida Kahlo (documentaires, interviews, avant-premières etc.) dont elle a également traduit le Journal. Sa biographie de Frida Kahlo est un long-seller, édité dans de nombreux pays (Japon, Italie, Turquie, Espagne...), il rencontre actuellement un succès remarquable en Turquie.
Rauda Jamis s'est intéressée à la peintre caravagesque italienne Artemisia Gentileschi, à la poétesse russe Marina Tsvetaïéva. Elle a également publié un livre de conversations avec la grande photographe d’origine allemande Gisèle Freund. Elle collabore avec l'écrivain espagnol Isabel Nuñez, et c'est ensemble qu'elles publient un livre sur la maternité : " Du fond des mères". Rauda Jamis a également dénoncé certaines dérives de la psychanalyse dans Ce qui me gêne avec les psys. 
Elle a d'autre part traduit Elena Poniatowska, Manuel Vázquez Montalbán, Claribel Alegría, Daniel Viglietti, ainsi que le Journal de Frida Kahlo.

## Œuvres
- La France du terroir, éditions du Chêne, 1983.
- Frida Kahlo. Autoportrait d'une femme, Presses de la Renaissance, 1985.
  - rééd. Actes Sud, 1995.
- Au-delà des cendres, Presses de la Renaissance, 1987.
- Artemisia ou la renommée, Presses de la Renaissance, 1990.
- Portrait, avec Gisèle Freund, éditions des femmes, 1991.
- L'Espérance est violente. Une évocation de Marina Tsvetaïeva, NiL Éditions, 1994.
- Du fond des mères. Correspondance entre deux femmes, avec Isabel Núñez, Desclée de Brouwer, 1998.
- Ce qui me gêne avec les psys, Jean-Claude Lattès, 2003.